# Entertainment Weekly
Entertainment Weekly is een wekelijks verschijnend Amerikaans tijdschrift. Het amusementsmagazine wordt uitgegeven door het bedrijf Time Inc., dat behoort tot de Time Warner Group. Onderwerpen zijn film, televisie, muziek, Broadway-theater, boeken en popcultuur.
Het eerste nummer verscheen op 16 februari 1990. Het concept van het tijdschrift is ontwikkeld door Jeff Jarvis. De oprichter is David Morris, die tot 2007 ook uitgever was.

## Trivia
In het exemplaar van 5 oktober 2012 was een eenvoudige smartphone ingebouwd.